# Aesculus californica
Aesculus californica, el falso castaño de California, es una especie fanerógama perteneciente a la familia de las sapindáceas.

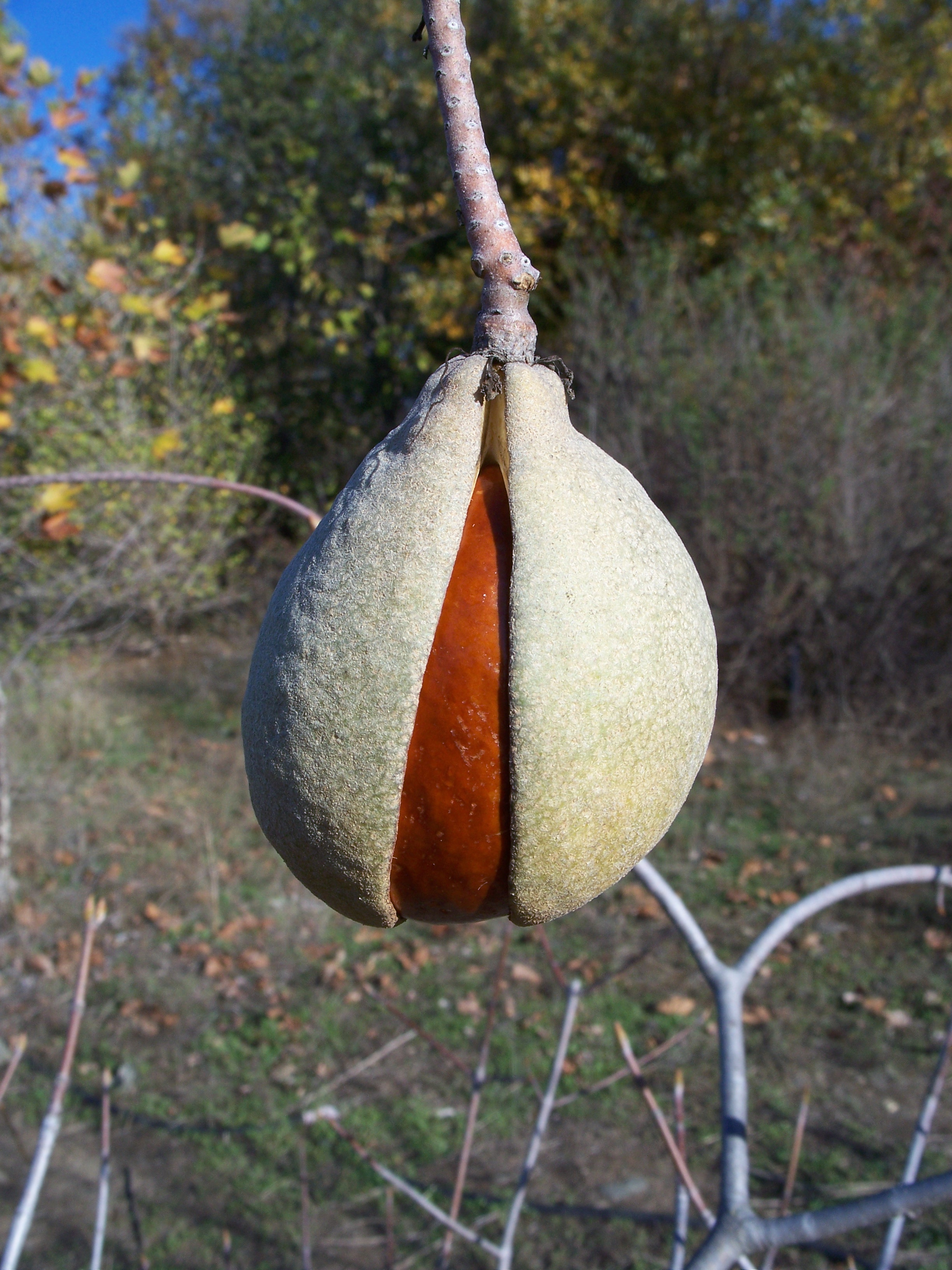
Fruto.

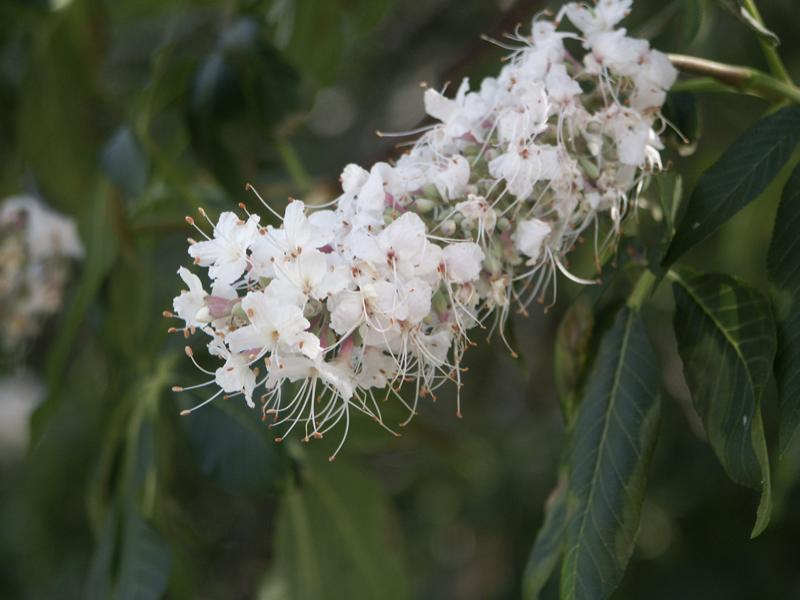
Inflorescencia

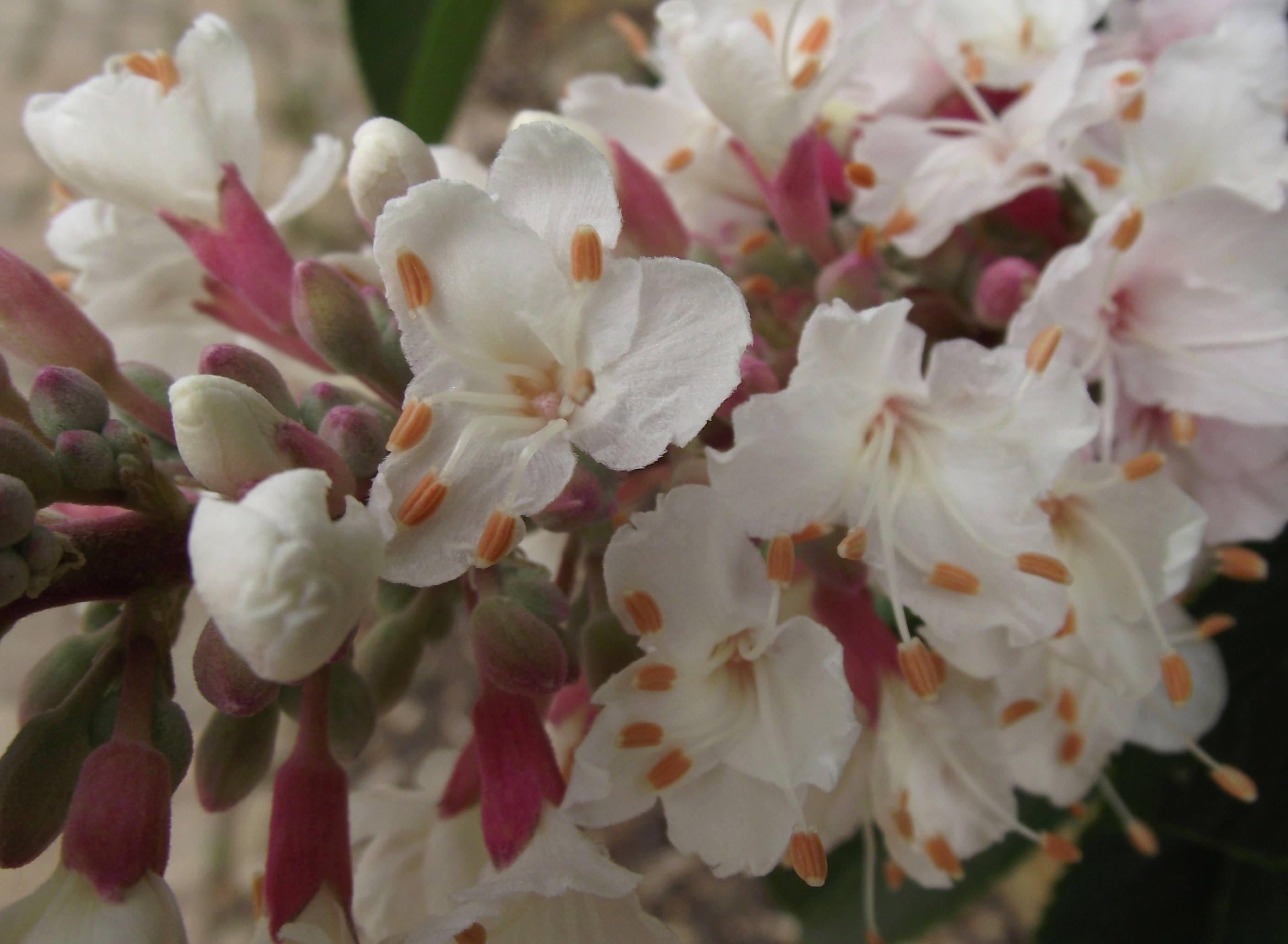
Flores

## Descripción
Es un arbusto o pequeño árbol que alcanza entre 4 y 12 metros de altura. Su corteza es gris y se encuentra cubierta a menudo con líquenes. Las hojas son verde oscuro en conjunto de cinco (raramente siete), tienen de 6 a 17 cm de largo, son finalmente dentadas y con la superficie suave. Las flores son perfumadas de color blanco o rosa pálido, se encuentran en panículas erguidas de 15-20 cm de largo y 5-7 cm de ancho. El fruto es una cápsula de 5-8 cm de largo conteniendo una semilla redonda y anaranjada que es venenosa. Esta planta está adaptada al clima árido y deja caer sus hojas en verano para conservar el agua.

## Distribución y hábitat
Es natural de California. Se pueden encontrar en California a lo largo de su costa y en montañas hasta 1700 metros de altitud en Sierra Nevada. Crece en arboledas de robles y domina en hábitats de chaparral. El árbol actúa como fijador del suelo y evita la erosión en regiones montañosas.

## Historia
Las tribus nativas locales utilizaban sus semillas venenosas para aturdir a los peces en pequeñas corrientes de agua y proceder a su pesca más fácilmente. El néctar de las flores pueden envenenar a las abejas y otros insectos que no estén inmunizados.

## Taxonomía
Aesculus californica fue descrita por (Spach.) Nutt. y publicado en A Flora of North America: containing . . . 1(2): 251, en el año 1838.
Etimología
Aesculus: nombre genérico latino dado por Linneo en 1753 y 1754, a partir del Latín antiguo aesculus, -i, el roble, lo que es sorprendente, aunque en los numerosos autores de la antigüedad que lo usaron, Plinio el Viejo precisa en su Historia naturalis (16, 11) que es uno de los árboles que producen bellotas ("Glandem, quae proprie intellegitur, ferunt robur, quercus, aesculus, ..." -La bellota propiamente dicha viene del roble, del aesculus, ...) y, quizás de allí proviene la confusión, pues las castañas de india tienen un lejano y superficial parecido con la bellotas por su piel dura y su carne firme y amarillenta.
californica: epíteto geográfico que alude a su localización en California.
Sinonimia
- Calothyrsus californica Spach basónimo
- Hippocastanum californicum (Spach) Greene
- Pavia californica Hartw.
- Pawia californica Kuntze[3]